# Zmarli w roku 1961
Lista osób zmarłych w 1961:

## styczeń 1961
- 4 stycznia – Erwin Schrödinger, austriacki fizyk, jeden z twórców mechaniki kwantowej, laureat Nagrody Nobla w dziedzinie fizyki (ur. 1887)
- 9 stycznia – Emily Greene Balch, amerykańska pisarka i pacyfistka, laureatka pokojowej Nagrody Nobla (ur. 1867)
- 10 stycznia – Dashiell Hammett, amerykański pisarz (ur. 1894)
- 17 stycznia – Patrice Lumumba, pierwszy premier Demokratycznej Republiki Konga (ur. 1925)

## luty 1961
- 5 lutego – Humbert Lundén, szwedzki żeglarz, medalista olimpijski (ur. 1882)
- 6 lutego – Reinhard Machold, austriacki polityk i samorządowiec (ur. 1879)
- 9 lutego – Niels Nielsen, norweski żeglarz, medalista olimpijski (ur. 1883)

## marzec 1961
- 15 marca – Akiba Rubinstein, polski szachista (ur. 1882)
- 27 marca – Angela Iacobellis, włoska Służebnica Boża Kościoła katolickiego (ur. 1948)
- 31 marca – Paul Landowski, francuski rzeźbiarz polskiego pochodzenia (ur. 1875)

## kwiecień 1961
- 9 kwietnia – Ahmed Zogu, albański polityk, król Albanii (ur. 1895)
- 26 kwietnia – Hari Singh, władca Kaszmiru (ur. 1895)

## maj 1961
- 9 maja – Vaadjuv Nyqvist, norweski żeglarz, medalista olimpijski (ur. 1902)
- 13 maja – Gary Cooper, amerykański aktor (ur. 1901)
- 15 maja:
  - Róża Czacka, polska zakonnica, założycielka Towarzystwa Opieki nad Ociemniałymi (ur. 1876)
  - István Zamkovszky, węgierski taternik, przewodnik tatrzański i fotograf (ur. 1906)
- 29 maja – Uuno Klami, fiński kompozytor i pianista (ur. 1900)

## czerwiec 1961
- 5 czerwca – Ludwik Fleck, polski mikrobiolog i filozof, działający w Izraelu (ur. 1896)
- 19 czerwca – Elena Aiello, włoska zakonnica, mistyczka, błogosławiona katolicka (ur. 1895)
- 26 czerwca – Andrzej Bobkowski, polski pisarz (ur. 1913)
- 28 czerwca – Arthur Allers, norweski żeglarz, medalista olimpijski (ur. 1875)
- 30 czerwca:
  - Lee De Forest, amerykański radiotechnik i wynalazca (ur. 1873)
  - Bert Solomon, brytyjski rugbysta, medalista olimpijski (ur. 1885)

## lipiec 1961
- 2 lipca – Ernest Hemingway, amerykański pisarz (ur. 1899)
- 6 lipca – Malcolm McArthur, australijski rugbysta, medalista olimpijski (ur. 1882)
- 9 lipca – Whittaker Chambers, amerykański szpieg (ur. 1901)
- 13 lipca – Stanisław Gałek, polski malarz i rzeźbiarz, projektant kilimów (ur. 1876)
- 22 lipca – Józef Teslar, polski poeta, publicysta, tłumacz (ur. 1889)

## sierpień 1961
- 14 sierpnia – Thomas Aass, norweski żeglarz, medalista olimpijski (ur. 1887)
- 20 sierpnia – Percy Williams Bridgman, amerykański fizyk, laureat Nagrody Nobla w dziedzinie fizyki (ur. 1882)

## wrzesień 1961
- 1 września – Eero Saarinen, amerykański architekt i projektant wnętrz fińskiego pochodzenia (ur. 1910)
- 10 września – Wolfgang von Trips, niemiecki kierowca wyścigowy (ur. 1928)
- 15 września – Bronisław Idzikowski, polski żużlowiec (ur. 1936)
- 18 września:
  - Dag Hammarskjöld, szwedzki polityk, dyplomata, ekonomista i prawnik, sekretarz generalny ONZ, laureat Pokojowej Nagrody Nobla (ur. 1905)
  - Jerzy Maślanka, polski taternik, alpinista, inżynier (ur. 1886)
- 20 września – Andrzej Munk, polski reżyser (ur. 1921)
- 28 września – Ján Oružinský, słowacki taternik i alpinista (ur. 1895)

## październik 1961
- 1 października – Jędrzej Marusarz Jarząbek, góral podhalański, przewodnik tatrzański, cieśla, ratownik górski (ur. 1877)
- 29 października – Guthrie McClintic, amerykański reżyser filmowy i teatralny oraz producent (ur. 1893)

## listopad 1961
- 2 listopada – Antoni Balcar, polski działacz gospodarczy, narodowy i społeczny, poseł do Sejmu Śląskiego II kadencji (ur. 1886)[1]
- 5 listopada – Ludmiła Jakubczak, polska piosenkarka i tancerka (ur. 1939)

## grudzień 1961
- 2 grudnia – Wiktor Pawłowicz, polski oficer, kawaler Orderu Virtuti Militari (ur. 1893)
- 13 grudnia – Grandma Moses, amerykańska malarka (ur. 1860)
- 15 grudnia – Jan Kanty Noryśkiewicz, polski duchowny katolicki, urzędnik, działacz narodowy, oświatowy, społecznik (ur. 1876)
- 22 grudnia – Bolesław Stachoń, polski historyk, mediewista (ur. 1903)
- 28 grudnia – Edith Wilson, żona 28. prezydenta USA Thomasa Woodrowa Wilsona (ur. 1872)